# Tresors Nacionals del Japó
|  |  |  |

|  |  | Karamon (porta xinesa), Haiden (sala de oración), y Honden (salón principal) de Toshogu. |

Els Tresors Nacionals (国宝 kokuhō) són els béns culturals materials més preuats del Japó, determinats i designats per l'Agència d'Afers Culturals (subsidiària del Ministeri d'Educació, Cultura, Esports, Ciència i Tecnologia). Un bé material cultural pot ser-ho per ser considerat de valor històric o artístic, classificat com a "edificis i estructures", o com a "belles arts i artesania". Cada element del Tresor Nacional ha de mostrar una mà d'obra excepcional, un gran valor per al món de la història cultural, o un valor excepcional per als estudiosos.
Aproximadament el 20% del Tresor Nacional són estructures com ara castells, temples budistes, santuaris sintoistes o residències. L'altre 80% del Tresor Nacional consisteix en: pintures, pergamins, sutres, obres de cal·ligrafia; escultures en fusta, bronze, laca o pedra; artesania, com ara ceràmica i talles lacades, treballs de metal·lúrgia, espases i tèxtils, i objectes històrics i arqueològics. Els elements abasten des de l'antiguitat fins a l'edat moderna japonesa, abans de l'era Meiji, incloent-hi peces de ceràmica de les més antigues del món, del període Jōmon, als documents i escrits del segle xix. La designació del Palau Akasaka el 2009 va afegir un Tresor Nacional del segle xx.
El Japó té una àmplia legislació per a la protecció, preservació i classificació del seu patrimoni cultural. El respecte cap a les propietats físiques i intangibles, i la protecció dels béns culturals, és típic de la preservació japonesa i de les seves pràctiques de restauració. Els mètodes de protecció utilitzats del Tresor Nacional inclouen restriccions a la modificació, transferència i exportació, i suport financer en forma de subvencions i bonificacions fiscals. L'Agència d'Afers Culturals ofereix als propietaris assessorament per a la restauració, administració i exhibició pública de les propietats. Aquests esforços es complementen amb lleis que protegeixen l'entorn de les estructures designades i les tècniques necessàries per a les obres de restauració.
Kansai, la regió de les capitals del Japó des de l'antiguitat fins al segle xix, allotja la majoria del Tresor Nacional. Kyoto té al voltant d'un de cada cinc dels components del tresor. Obres d'art i artesania en general, les propietats són privades o es troben en museus, com els museus nacionals de Tòquio, Kyoto, i Nara, museus prefecturals i municipals o museus privats. Articles religiosos, sovint, es troben directament als temples i santuaris sintoistes, o en museus adjacents o cases del tresor.

## Història

### Antecedents i primers esforços de protecció
Els béns culturals japonesos es trobaven originàriament en propietat dels temples budistes, santuaris sintoistes i famílies aristocràtiques o samurais. Això no obstant, el Japó feudal va acabar abruptament el 1867-68, quan el shogunat Tokugawa va ser substituït per la restauració Meiji. Durant els següents haibutsu kishaku (literalment 'abolir el budisme i destruir Buda Gautama'), provocats per la política oficial de separació del sintoisme i el budisme i els moviments antibudistes que propugnaven el retorn al sintoisme, els edificis i les obres d'art budistes van ser destruïts. El 1871 el govern va confiscar les terres dels temples, considerats símbols de l'elit governant. Propietats pertanyents als senyors feudals van ser expropiades, castells històrics i residències destruïts, i s'ha estimat que van ser tancats 18.000 temples. Durant el mateix període, el patrimoni cultural japonès es va veure afectat per l'auge de la industrialització i l'occidentalització. Institucions budistes i sintoistes es van empobrir, els temples es van deteriorar i objectes de valor van ser exportats fora del país.

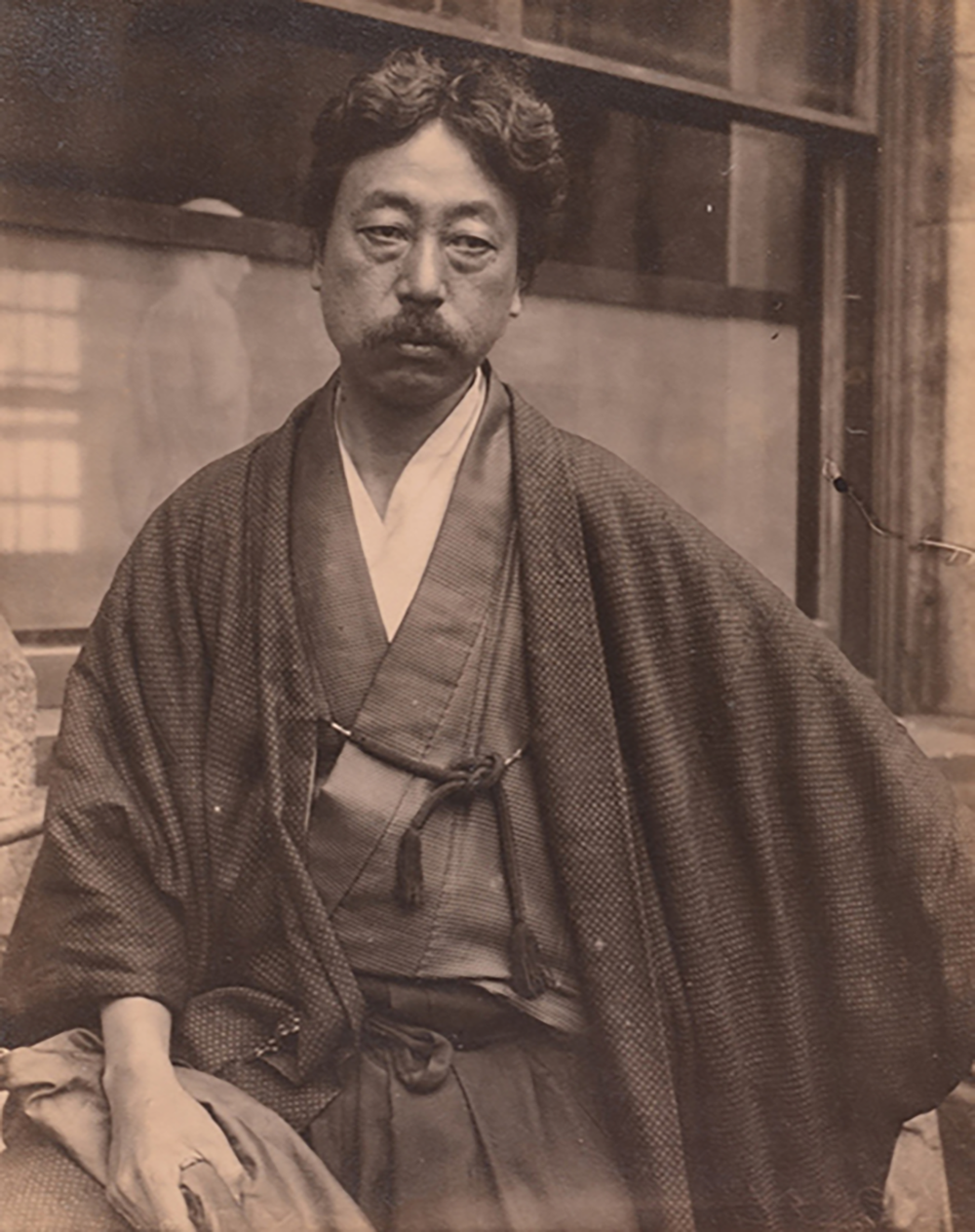
Okakura Kakuzō

El 1871 el daijō-kan va emetre un decret per protegir les antiguitats japoneses, anomenat Pla per a la Preservació d'objectes antics (古 器 旧 物 保存 方 Koki kyūbutsu hozonkata), basat en les recomanacions de les universitats. El decret ordenava a les prefectures, als temples i santuaris recopilar llistes d'edificis i objectes d'art importants. Tanmateix, aquests esforços van resultar ineficaços davant l'occidentalització radical. El 1880 el govern va assignar fons per a la preservació de santuaris i temples antics. Ja el 1894, 539 santuaris i temples havien rebut subvencions finançades pel govern per dur a terme reparacions i la seva reconstrucció. La pagoda de cinc pisos de Daigo-ji, el kon-dō, saló principal, de Tōshōdai-ji i el hon-dō de Kiyomizudera són mostres d'edificis que van estar en restauració durant aquest període. Un cens, realitzat per Okakura Kakuzo i Ernest Fenollosa entre 1888 i 1897, va ser desenvolupat per avaluar i catalogar 210.000 objectes de mèrit artístic o històric. El final del segle xix va ser un període de canvi polític al Japó així com dels valors culturals: es va passar de l'adopció entusiasta de les idees occidentals a un interès acabat de descobrir per la tradició japonesa. La història de l'arquitectura japonesa va començar a aparèixer en els plans d'estudi, i els primers llibres sobre història de l'arquitectura van ser publicats, estimulats pel recent inventari d'edificis i obres d'art.

### Llei de Preservació de Temples Antics i Santuaris
El 5 de juny de 1897 va ser promulgada la Llei de Preservació de Temples Antics i Santuaris (古 社 寺 保存 法 koshaji hozonhō) (llei número 49), la primera llei sistemàtica per a la preservació de l'art i l'arquitectura tradicional japonesa. Redactada sota la direcció de l'historiador de l'arquitectura i arquitecte Itō Xuta, la llei, de 20 articles, va establir el finançament governamental per a la conservació dels edificis i la restauració d'obres d'art. La llei s'aplicava a l'arquitectura i peces d'art relacionades amb una estructura arquitectònica, amb l'obligatorietat que s'establís una singularitat històrica i una qualitat excepcional (art. 2). Les sol·licituds de suport financer es van fer al Ministeri de l'Interior (art. 1), i la responsabilitat per a la restauració o conservació estava en mans de funcionaris locals (art. 3). Les obres de restauració van ser finançades directament de les arques nacionals (art. 8).

El primer dels pergamins d'Animals i Humans jugant, propietat de Kōzan-ji

Una segona llei va ser aprovada el 15 de desembre de 1897, que va proporcionar disposicions complementàries per designar les obres d'art en possessió dels temples o santuaris com "Tresor Nacional" (国宝 kokuhō), i va permetre a l'arquitectura religiosa ser designada com "edificis d'especial protecció" (特别 保护 建造 物 tokubetsu hogo kenzōbutsu). Tot i que els criteris principals van ser la "superioritat artística", el "valor per la rellevància històrica i la riquesa de l'associació històrica", l'edat de la peça va ser un factor addicional. Les obres d'art podien ser designades en qualsevol d'aquestes categories: pintura, escultura, cal·ligrafia, llibres i artesania; les espases van ser afegides posteriorment. La protecció de la llei es limitava a elements en les institucions religioses, mentre que els articles en mans privades seguien sense estar protegits. La subvenció per a la restauració d'obres d'art i estructures es va incrementar de 20.000 iens a 150.000 iens, i es van fixar multes per la destrucció de béns culturals. Els propietaris estaven obligats a registrar els objectes designats en els museus de nova creació, als quals es concedia el dret de tempteig en cas de venda. Inicialment, 44 temples i santuaris, i 155 relíquies van ser designats sota la nova llei, inclòs el kon-dō d'Hōryū-ji.
Les lleis de 1897 són la base per la llei de preservació d'avui. Quan es van promulgar, només el Regne Unit, França, Grècia i altres quatre estats europeus tenien una legislació similar. Com a resultat de les noves lleis, el Daibutsuden de Tōdai-ji es va restaurar a partir de 1906 i es va finalitzar el 1913. El 1914 l'administració dels béns culturals va ser transferida del ministre d'Educació, Cultura, Esport, Ciència i Tecnologia.

### Extensió de la protecció
A principis de segle xx, la modernització va transformar el paisatge japonès i va plantejar una amenaça als monuments històrics i naturals. Les societats de ciutadans prominents, com ara la "Societat per a l'Estudi dels Llocs Antics Imperials" o la "Societat per a la Recerca i Preservació dels llocs històrics i dels Arbres Antics" van pressionar i van aconseguir una resolució a la Cambra dels Comuns per a la presa de mesures de conservació. Eventualment, aquests esforços van donar com a resultat els llocs històrics, Llocs de Bellesa Escènica, i la Llei de Preservació dels Monuments Naturals (史迹 名胜 天然 纪念物 保存 法 shiseki Meishô enrenkinenbutsu hozonhō). El 1919, es protegien i catalogaven aquestes propietats de la mateixa manera com ho havien estat els temples, santuaris i obres d'art.
El 1929 prop de 1.100 propietats havien estat designades en virtut de l'antiga Llei de Preservació de Santuaris i Temples de 1897. La majoria eren edificis religiosos que dataven dels segles VII a XVII. Aproximadament 500 edificis es van restaurar àmpliament, amb un 90% del finançament aportat pel pressupost nacional. Les restauracions durant el període Meiji, sovint, van emprar materials i tècniques moderns.

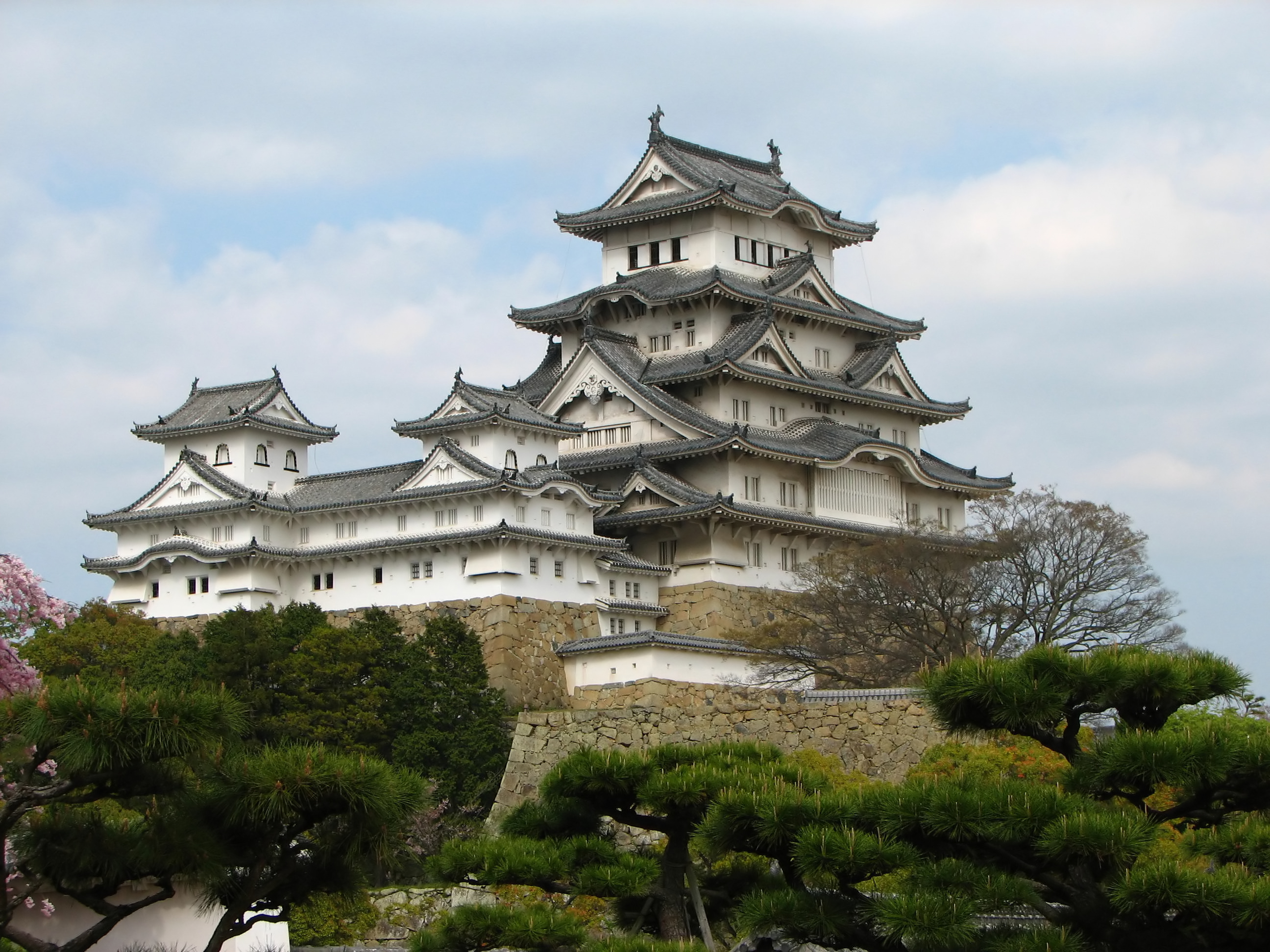
El castell Himeji es va convertir en part del Tresor Nacional el 1931 d'acord amb la Llei de Preservació del Tresor Nacional de 1929

El 1929 la Llei de Preservació del Tresor Nacional (国宝 保存 法 kokuhō hozonhō) es va aprovar, amb efecte des de l'1 de juliol d'aquest any. La llei va substituir les lleis de 1897, per ampliar la protecció al Tresor Nacional en mans de les institucions públiques i privades i els particulars, en un esforç per impedir l'exportació o trasllat de béns culturals. L'enfocament de la protecció no sols era per als edificis religiosos, sinó també per als castells, salons de te, residències i edificis religiosos més moderns. Moltes d'aquestes estructures havien estat transferides de propietat feudal a privada després de la restauració Meiji. Alguns dels primers edificis residencials designats Tresor Nacional van ser la residència Yoshimura a Osaka (1937) i la residència Ogawa a Kyoto (1944). La designació de "Tresor Nacional" s'aplicava als objectes d'art i edificis històrics. La nova llei requeria la petició de permisos per poder fer modificacions en les propietats designades, quedaven així protegides de canvis arbitraris.
La restauració de la porta Nandaimon de Tōdai-ji el 1930 va veure millorar els nivells de conservació. Un arquitecte va supervisar les obres de reconstrucció in situ. Extensos informes de restauració, inclosos els plànols, els resultats dels estudis, les fonts històriques, i la documentació del treball realitzat, es van convertir en norma. Durant la dècada de 1930, al voltant del 70-75% dels costos de restauració anaven a càrrec del pressupost nacional, i fins i tot es van incrementar durant la guerra.
En la dècada de 1930 Japó patí la Gran depressió. En un esforç per evitar que els objectes d'art, encara no designats Tresor Nacional, foren exportats a causa de la crisi econòmica, la Llei sobre la conservació d'importants obres de Belles Arts (重要 美術 品等 ノ 保存 ニ 関 スル 法律 Juyo bijutsuhin to hozon ni kan Suru hōritsu) va ser aprovada l'1 d'abril de 1933. Es va proporcionar un procediment de designació simplificat per a la protecció temporal impedint les exportacions. Al voltant de 8.000 objectes van quedar protegits per la llei, incloent-hi temples, santuaris i edificis residencials. El 1939, nou categories de propietats consistents en 8.282 elements (pintures, escultures, obres arquitectòniques, documents, llibres, documents cal·ligràfics, espases, artesania i restes arqueològiques) havien estat designats com a Tresor Nacional i se'ls va prohibir l'exportació.
Durant la Segona Guerra Mundial molts dels edificis catalogats es van camuflar, i tancs d'aigua i parets tallafocs van ser instal·lats per protegir-los. No obstant això, 206 edificis protegits, incloent-hi el castell d'Hiroshima, van ser destruïts entre maig i agost de 1945. El text budista del segle ix Todaiji Fujumonkō, designat Tresor Nacional el 1938, va ser destruït el 1945 pel foc, com a resultat de la guerra.

### Llei per a la Protecció de Béns Culturals

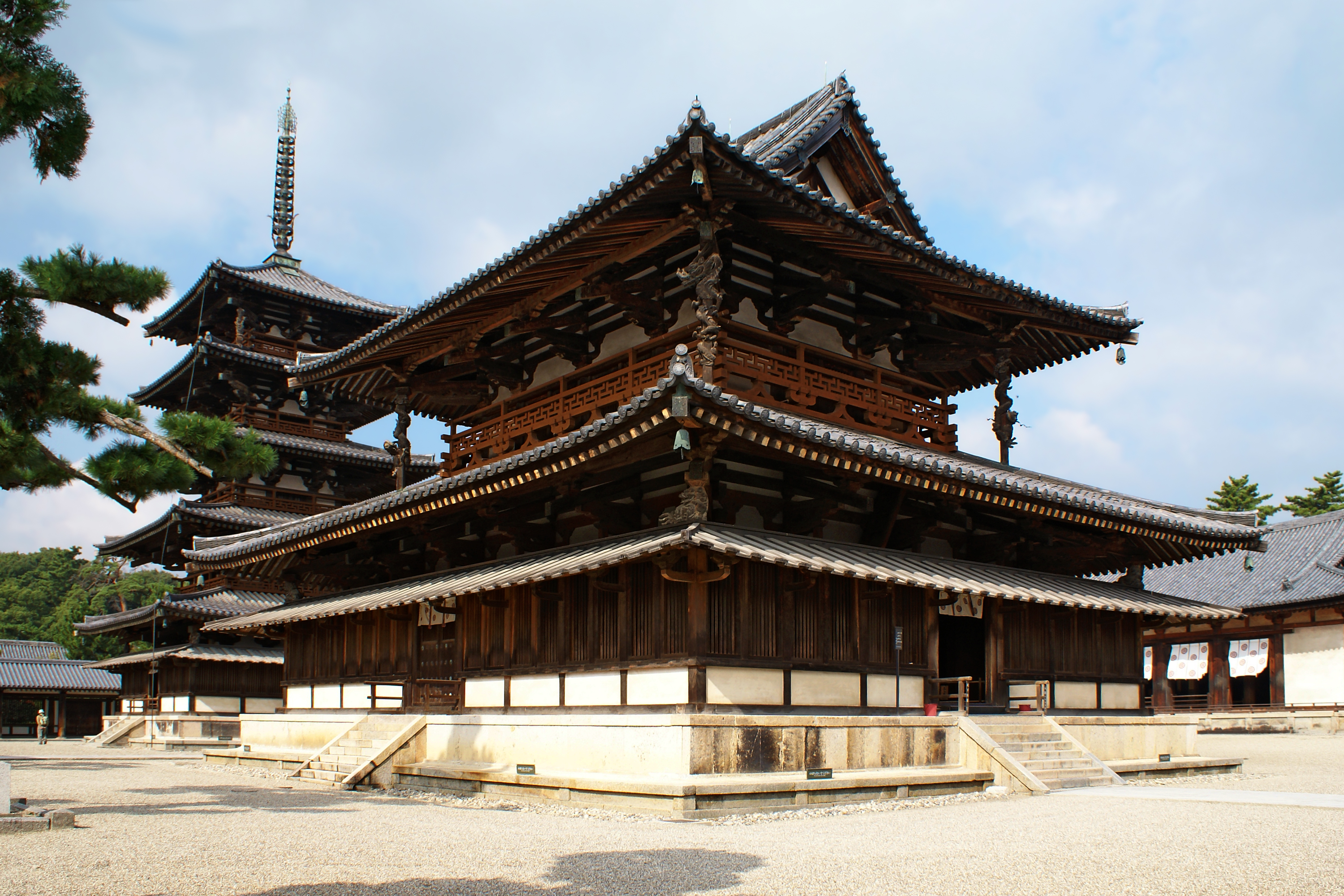
Kon-do i pagoda de cinc pisos a Hōryū-ji, dues de les estructures de fusta més antigues del món, que daten de prop del 700 aC

Quan el kon-do de Hōryū-ji, un dels edificis més antics de fusta existents al món, i el primer a ser protegit per la Llei de Preservació de Temples Antics i Santuaris, es va incendiar el 26 gener 1949, valuoses pintures murals del segle vii van ser danyades. L'incident va accelerar la reorganització de la protecció de béns culturals, i va donar lloc a la Llei per a la Protecció de Béns Culturals (文化 财 保护 法 bunkazai hogohō), que va ser redactada el 30 de maig de 1950 i efectiva el 29 d'agost del mateix any.
La nova llei es va unir a les lleis de 1919, 1929 i 1933. L'àmbit d'aplicació de les lleis de protecció anteriors es va ampliar per cobrir les "propietats culturals intangibles", com ara les arts escèniques i aplicades, "propietats de la cultura popular" i "béns culturals enterrats". Abans de la promulgació d'aquesta llei, només les propietats culturals immaterials de valor especialment alt i en perill de desaparició havien estat protegides. Tot i que per als estàndards internacionals, una àmplia gamma de propietats va ser coberta per la llei de 1950. La llei va ser la base per a l'establiment del Comitè per a la Protecció de Béns Culturals, un precursor de l'actual Agència d'Afers Culturals. Això va permetre la selecció de les propietats culturals més importants; establir restriccions a la modificació, reparació i exportació de béns culturals, i establir mesures per a la conservació i la utilització d'aquestes propietats. El reglament d'aplicació de la llei especifica tres grans categories de propietats: béns culturals tangibles, béns culturals intangibles i "llocs històrics, llocs de bellesa escènica, i monuments naturals". Els béns culturals materials es defineixen com a objectes d'alt valor artístic o històric o els materials arqueològics (o material històric d'un altre tipus) d'alt valor acadèmic. Als edificis designats se'ls requeria tenir un disseny o tècnica de construcció notable, tenir un alt valor històric o acadèmic, o ser el patró d'un moviment o àrea.
Es va establir un sistema de dos nivells per als béns culturals materials: Béns Culturals Importants i del Tresor Nacional. El ministre d'Educació és l'encarregat de designar els béns culturals importants així com el Tresor Nacional si són de "valor particularment elevat des de la perspectiva de la cultura mundial o tresors notables per al poble japonès". Tots els elements del Tresor Nacional anteriorment designats van ser degradats inicialment a béns culturals importants. Alguns han estat designats de nou Tresor Nacional des del 9 de juny de 1951. Després de la decisió adoptada per la Dieta Nacional, les propietats que es vulguin nominar com a Patrimoni de la Humanitat requereixen prèviament estar protegides per la llei de 1950.

### Esdeveniments recents en la protecció de béns culturals
El Tresor Nacional ha estat seleccionat d'acord amb la Llei per a la Protecció dels Béns Culturals a partir del 9 de juny de 1951. Aquesta llei, que segueix vigent, ha estat complementada amb esmenes i lleis addicionals, la reorganització del sistema de protecció i conservació, o l'ampliació del seu abast a una major varietat de béns culturals. Alguns d'aquests canvis indirectament afecten la protecció dels elements designats Tresor Nacional.

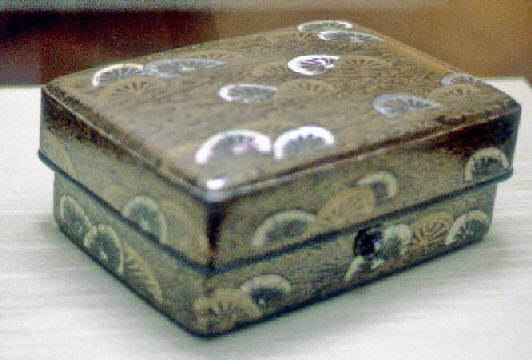
Caixa necesser en laca decorada amb rodes de carro sobre un fons de torrent

En la dècada de 1960, l'espectre dels edificis protegits es va ampliar per incloure els primers exemples d'arquitectura occidental. El 1966, la Llei per a la Preservació de Capitals Antigues va ser aprovada. Es limitava a les antigues capitals de Kamakura, Heijō-kyō (Nara), Heian-kyo (Kyoto), Asuka (avui Asuka, prefectura de Nara), Fujiwara-kyo (Kashihara), Tenri, Sakurai i Ikaruga, àrees en les quals hi ha un gran nombre d'elements del Tresor Nacional. El 1975 la llei es va ampliar per incloure grups d'edificis històrics no necessàriament ubicats a les capitals.
El segon canvi important de 1975 va ser que el govern començà a estendre la protecció, no sols a les propietats tangibles o intangibles pel seu valor històric o artístic particular, sinó també a les tècniques per a la conservació dels béns culturals. Aquest pas va ser necessari a causa de la falta d'artesans qualificats com a resultat de la industrialització. Les tècniques a protegir incloïen l'emmarcat de pintures i cal·ligrafia en rotlles, la reparació de lacats i escultures de fusta, i la producció de màscares Nō, vestits i instruments.

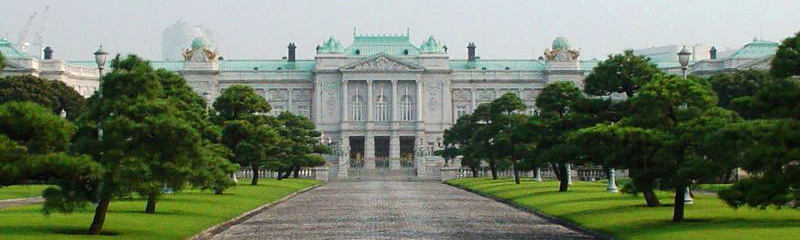
El palau Akasaka és l'únic Tresor Nacional en la categoria de residències modernes (període Meiji fins a l'actualitat)

El sistema de dos nivells, "Tresor Nacional" i "Béns Culturals Importants", es va complementar el 1996 amb un nou nivell de "Béns Culturals Registrats" per als elements d'important necessitat de la conservació i l'ús. Inicialment limitada als edificis, el nivell de nova creació funcionava com una llista d'espera per a nominats a Bé Cultural Important, i com una extensió de Tresor Nacional. Un gran nombre de construccions, principalment industrials i històriques d'entre el període Edo tardà i el període Shōwa van quedar registrats amb aquest sistema. En comparació amb els béns culturals importants i el Tresor Nacional, el registre de propietats culturals implica menys responsabilitats per al propietari. Des de finals del segle xx, l'Agència d'Afers culturals s'ha centrat en la designació de les estructures construïdes entre 1868 i 1930, o de les regions insuficientment representades. Assegurar el subministrament de les matèries primeres i les eines necessàries per a les obres de restauració va ser un dels objectius de l'agència des 1998. El 1999 les tasques de protecció es van transferir a les prefectures i les ciutats amb elements designats.

## Procediment per a la designació

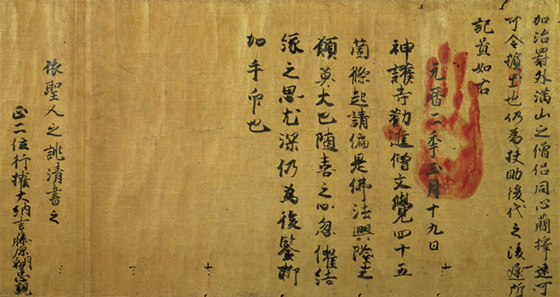
Article 45 de les normes i reglaments del sacerdot budista Mongaku, Tresor Nacional en la categoria de documents antics

Els productes culturals amb una forma tangible, que tenen un alt valor històric, artístic i acadèmic per al Japó, s'emmarquen en un sistema de tres nivells. Propietats amb la necessitat de conservació i ús es cataloguen com "Béns Culturals Registrats". Objectes importants es designen com "Béns Culturals Importants".
Les propietats culturals importants que mostrin realment una elaboració excepcional, un valor particularment alt per a la història cultural del món, o un valor excepcional acadèmic, es poden designar com a Tresor Nacional. Amb la finalitat d'aconseguir la designació, el propietari d'un bé cultural important contacta o és contactat per l'Agència d'Afers Culturals, per obtenir informació pel seu registre. En aquest últim cas, l'organisme sempre sol·licita als propietaris el consentiment previ, encara que no sigui requisit legal. L'agència llavors contacta amb el Consell d'Afers Culturals, que es compon de cinc membres nomenats pel ministre d'Educació, pels seus "amplis i eminents punts de vista i el coneixement de la cultura". El consell pot buscar el suport d'una comissió d'investigació i, finalment, es prepara un informe per l'Agència d'Assumptes Culturals. Si donen suport a la candidatura, la propietat es col·loca a la llista de registre dels béns culturals, el propietari és informat del resultat i es publica un anunci en el Butlletí Oficial. La política de designació es limita deliberadament, mantenint un nombre baix de propietats designades. En aquest sentit, el sistema de protecció de Corea del Sud és similar al del Japó. En els primers anys del segle XXI entre una i cinc propietats van ser designades cada any.

## Categories
L'Agència d'Afers Culturals classifica els béns culturals materials com a Tresor Nacional en tretze categories segons el tipus. L'organisme sol distingir entre "edificis i estructures" (建造 物 kenzōbutsu), i "obres d'art i artesania" (美术 工 芸 品 bijutsu kōgeihin). Cada categoria principal es divideix, al seu torn, en subcategories. Per exemple, els 215 béns culturals estructurals es divideixen en sis categories, i les 866 obres d'art i peces d'artesania es divideixen en set categories.

### Castells

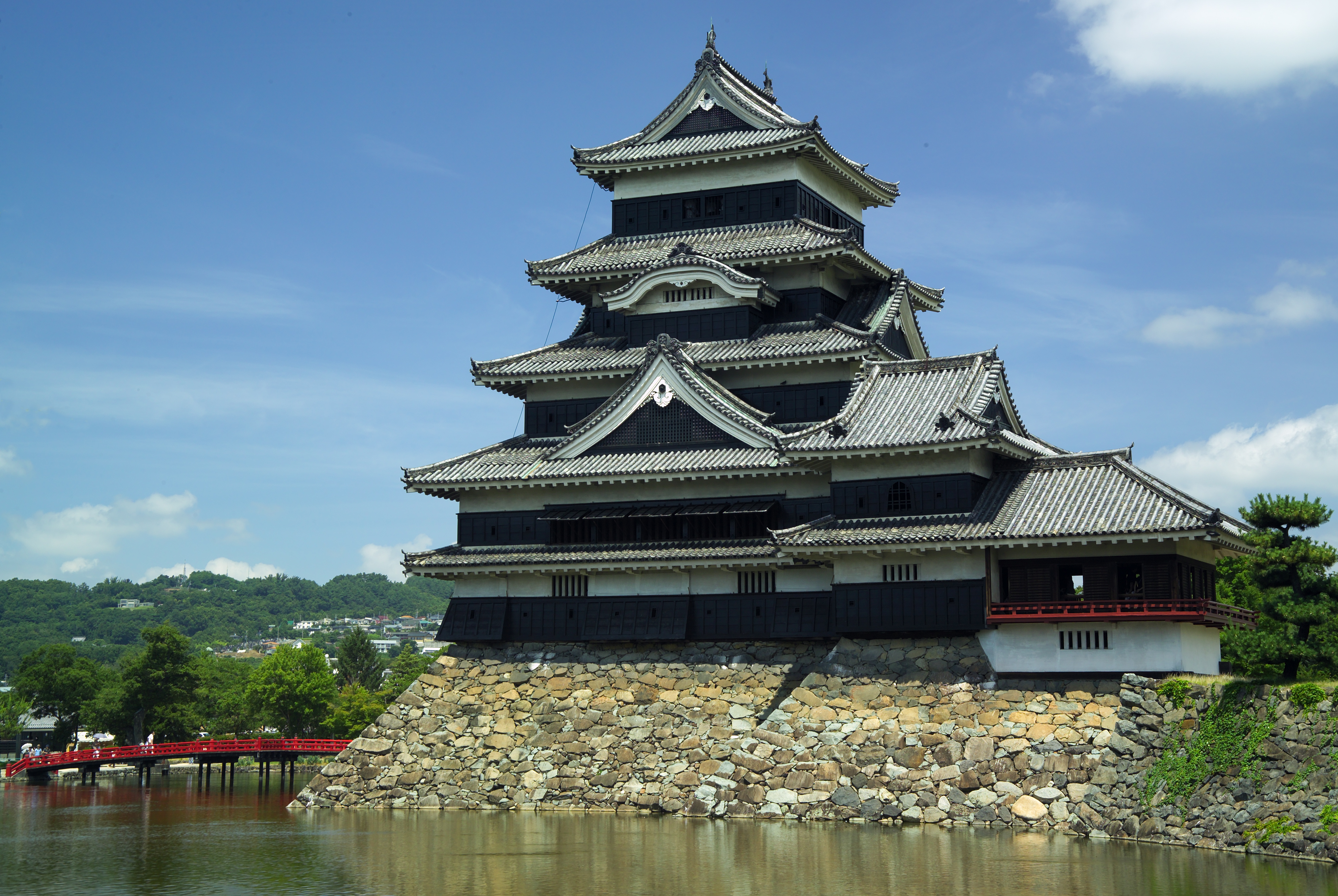
Castell Matsumoto

La categoria de "castells" (城郭 jōkaku) inclou vuit designacions de Tresor Nacional ubicats en quatre localitats diferents: castell Himeji, castell Matsumoto, castell Inuyama i castell Hikone. Comprenen un total de setze estructures com ara: dojon, torres de vigilància i galeries. El castell de la ciutat d'Himeji, la fortalesa més visitada del Japó i Patrimoni de la Humanitat, té cinc elements declarats Tresor Nacional; els altres castells tenen un cada un. Les estructures designades representen l'apogeu de la construcció del castell japonès, i data del final del període Sengoku, des de finals del segle xvi fins a la primera meitat del XVII. Construïts en fusta i guix sobre una base de pedra, els castells eren fortificacions militars, així com centres polítics, culturals i econòmics, i residències pel daimyō, la seva família i escorta. L'estructura més antiga de la categoria és un donjon secundari de l'era Bunroku anomenada la Petita Torre nord-oest, al castell Matsumoto.

### Residències històriques i modernes

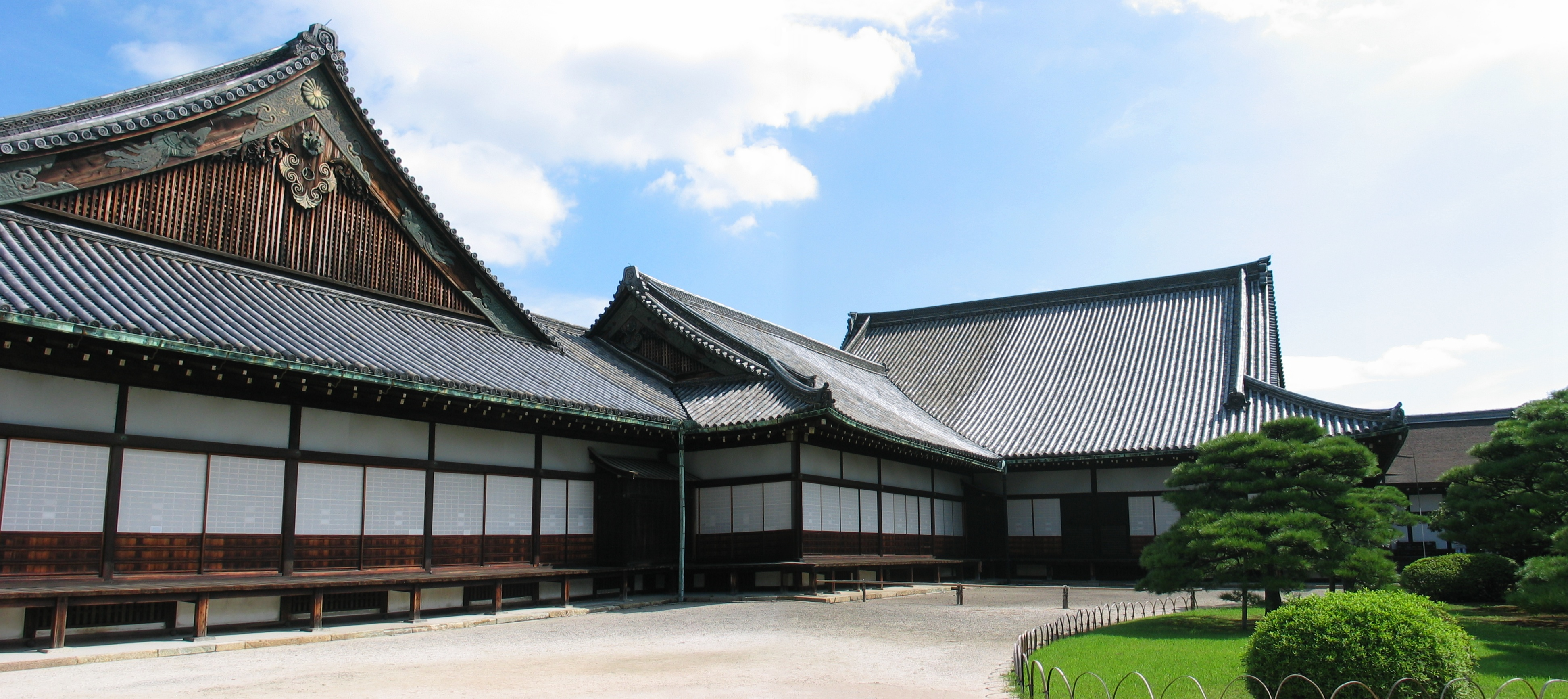
Palau Ninomaru al castell Nijō

L'arquitectura residencial inclou dues categories: "residències modernes" (住居 jūkyo) del període Meiji en endavant, i "residències històriques" (住宅 jūtaku), aquelles que daten d'abans de 1867, de l'edat moderna del Japó i anteriors. En l'actualitat, l'única residència moderna del Tresor Nacional és el palau Akasaka a Tòquio, construït el 1909. Catorze elements del Tresor Nacional, que daten d'entre 1485 i 1657, figuren en la categoria de residències històriques. Deu es troben a Kyoto. Les estructures inclouen salons de te, shoin i sales de convidats o de recepció. Catorze elements del Tresor Nacional, que daten d'entre 1485 i 1657, figuren en la categoria de residències històriques. Deu es troben a Kyoto. Les estructures inclouen salons de té, shoin i sales de convidats o de recepció.

### Santuari

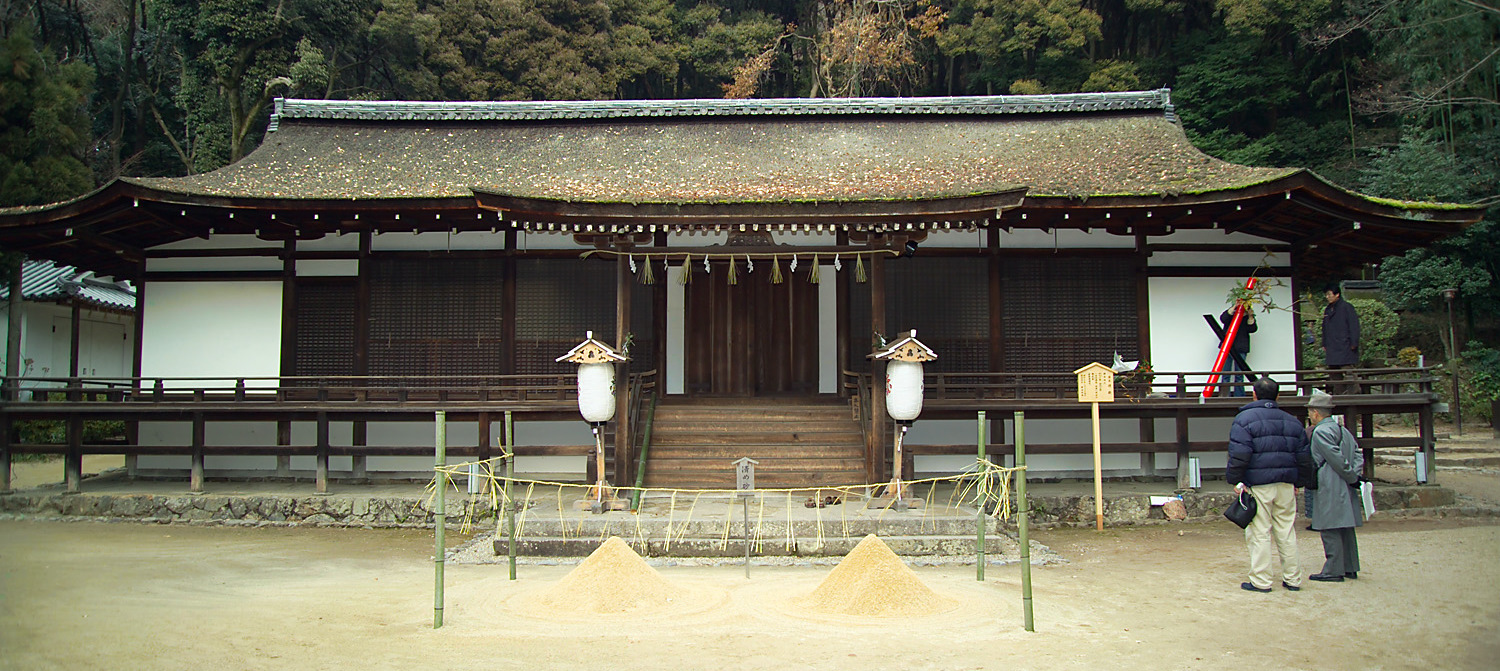
Sala d'oració (haiden) del santuari Ujigami

En el Tresor Nacional hi ha la categoria de "santuaris" (神社 jinja) i sales principals (honden), oratoris (haiden), portes, sales d'ofrenes (heiden), sales de purificació (haraedono) i altres estructures associades als santuaris sintoistes. Actualment, en el Tresor Nacional hi ha 37 santuaris, des del segle xii (finals del període Heian) fins al segle xix (finals del període Edo). D'acord amb la tradició Shikinen sengū-sai (式 年 迁 宫 祭?), els edificis o santuaris van ser reconstruïts fidelment a intervals regulars de temps atenint-se al disseny original. D'aquesta manera, els estils antics s'han replicat a través dels segles fins als nostres dies. L'estructura d'un santuari existent més antiga designada Tresor Nacional és la sala principal del santuari Ujigami, que data del segle xii, finals del període Heian. Aproximadament la meitat de les estructures del tresor s'ubiquen en tres prefectures: Kyoto, Nara i Shiga a la regió de Kansai. Nikkō Tōshō-gū té cinc designacions dins del Tresor Nacional.

### Temples

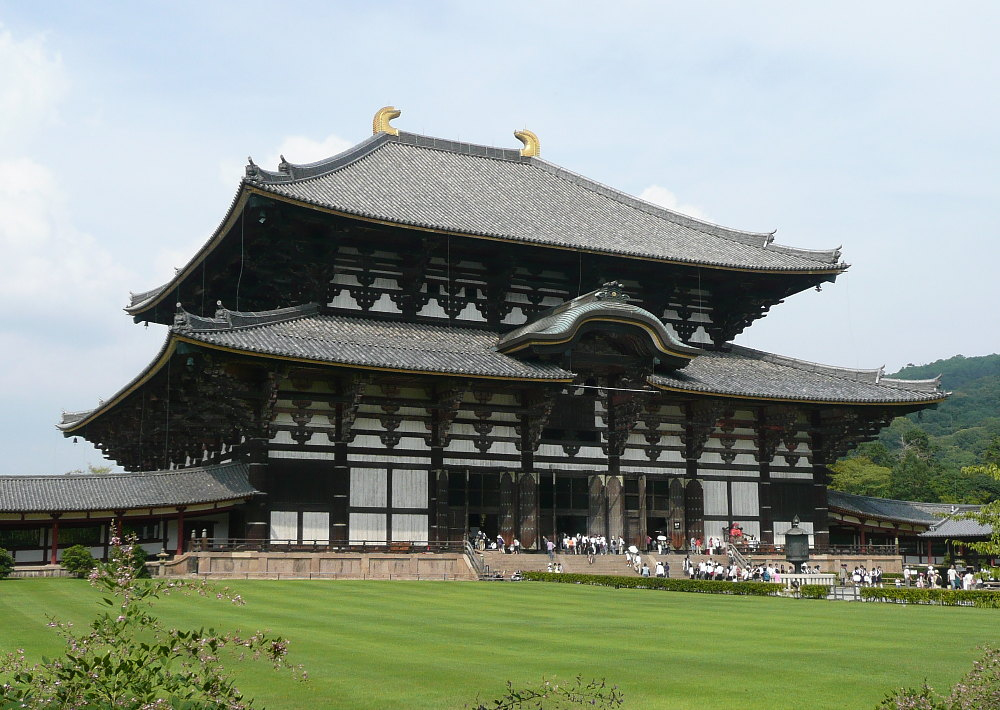
Sala del Gran Buda (Daibutsuden) a Tōdai-ji

Estructures associades als temples budistes, com les sales principals (butsuden, fongs dō i kon-dō), pagodes, campanars, corredors i altres sales o construccions estan designades en la categoria de "temples" (寺院 jiin). En la primera dècada del segle XXI eren un total 160 les inscripcions en el Tresor Nacional, incloent-hi dues de les més antigues estructures de fusta del món: Hōryū-ji i el Daibutsuden a Tōdai-ji, ambdós del segle vi. Aquest últim és el major edifici de fusta del món. Les estructures abasten més de 1.000 anys d'arquitectura budista japonesa, des del segle vi (període Asuka) fins al XIX, finals del període Edo. Al voltant de tres quartes parts de les propietats designades es troben a la regió de Kansai, amb 60 estructures de temples del Tresor Nacional a la prefectura de Nara i 29 a la prefectura de Kyoto. El temple Hōryū-ji té el major nombre d'edificis del Tresor Nacional, amb 18 designacions.

### Estructures diverses

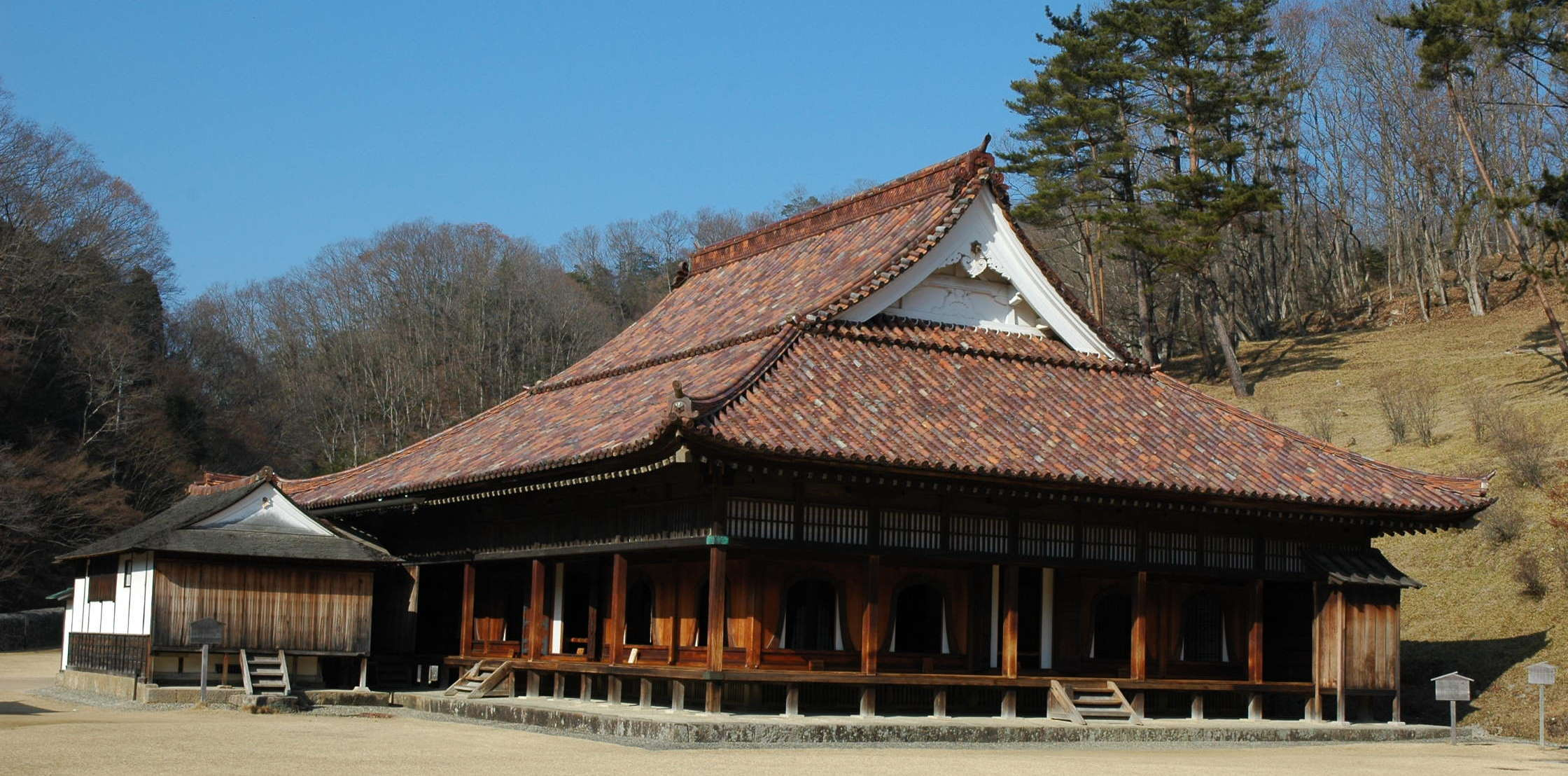
Auditori de l'antiga escola Shizutani

Hi ha tres "estructures diverses" (その他 sonora hoka), que no encaixen en cap de les altres categories: l'escenari nord de Nō del Nishi Hongan-ji de Kyoto, l'auditori de l'antiga escola Shizutani a Bizen i l'església Catòlica Romana Oura a Nagasaki. L'escenari nord de Nō, que data de 1581, és el més antic existent d'aquest tipus, i consta de l'escenari en si, un escenari lateral per al cor (胁 座 wakiza), un lloc per als músics (后座 atoza) i una passarel·la per a entrar o sortir de l'escenari (桥 挂 hashigakari).
Construït a mitjans del període Edo, el 1701, l'Auditori de l'escola Shizutani, un institut d'educació per a plebeus, és un edifici de planta única. Té un sostre d'estil mosaic a quatre aigües amb gablet (Irimoya) compost per tessel·les amples còncaves i rajols semicilíndrics convexos que cobreixen les unions. L'estructura de 19,4 per 15,6 metres està construïda de fustes d'alta qualitat, com ara zelkova, cedre i camforer.
L'església Oura va ser construïda el 1864 pel sacerdot francès Bernard Petitjean de Fier per commemorar els 26 màrtirs cristians executats per crucifixió el 5 de febrer 1597 a Nagasaki. La façana de l'església s'enfronta al turó Nishizaka, el lloc de l'execució. És una estructura gòtica i l'església més antiga de fusta de les existents al Japó. Va ser declarada Tresor Nacional el 1933.

### Documents antics

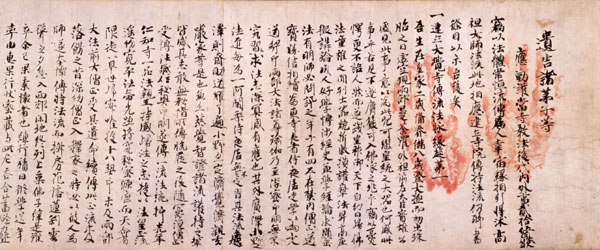
Testament de l'emperador Go-Uda amb empremtes de mans impreses

Els documents japonesos històrics valuosos es designen en la categoria de "documents antics" (古 文书 komonjo). Hi ha 59 elements o conjunts d'articles d'aquesta categoria, que van des de cartes i diaris a arxius, per exemple un dels integrants del Tresor Nacional és un mapa sobre lli, i un altre és una inscripció en pedra. No obstant això, tots els altres objectes en la categoria van ser creats en escriptura amb pinzell sobre paper, i en molts casos presenten importants exemples dels principis de la cal·ligrafia. Els escrits més antics daten de la darreria del segle vii i el més modern de finals del segle xix, ja en període Edo. Aproximadament la meitat dels registres de la categoria es troben a Kioto.

### Materials arqueològics

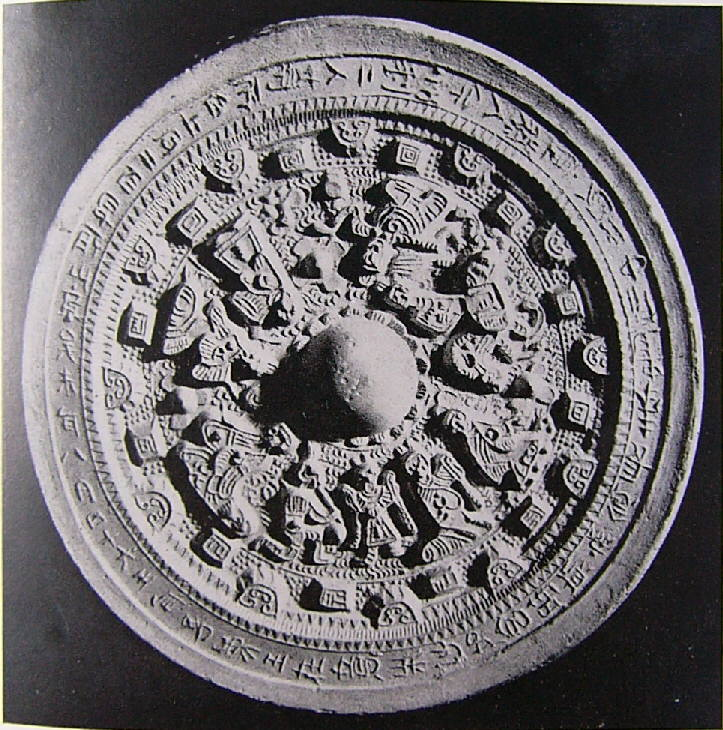
Mirall del santuari Suda Hachiman (人物画 象 镜 jinbutsuga zōkyō)

La categoria de "materials arqueològics" (考古 资料 kōkoshiryō) inclou algunes de les més antigues propietats culturals amb 44 béns designats Tresor Nacional. Molts dels elements en aquesta categoria denoten grans conjunts d'objectes enterrats originàriament com a part de tombes o d'ofrenes per a les fundacions de temples, i posteriorment excavats i extrets de les tombes, kofun, monticles sutra, o altres jaciments arqueològics. Les peces més antigues són de ceràmica en forma de flama i figuretes de fang dogu del període Jōmon que reflecteixen els principis de la civilització japonesa. Altres articles enumerats inclouen miralls de bronze i campanes, joies, espases antigues i ganivets. El més recent dels objectes, una columna de pedra hexagonal, data del període Nanboku-chō, 1361. La majoria dels materials (26) es troben en museus, dels quals sis són al Museu Nacional de Tòquio.

### Artesania
La categoria "artesania" (工 芸 品 kōgeihin) inclou 252 peces del Tresor Nacional, de les quals 122 són en la subcategoria d'espases, i 130 són altres articles d'artesania.

#### Espases

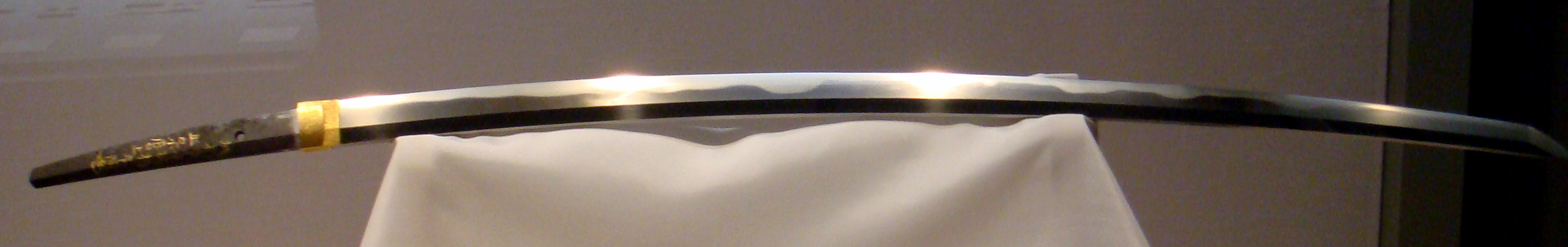
Katana amb una inscripció en filigrana d'or del mestre ferrer Masamune

Les espases estan incloses en la categoria d'artesania i, tant fulles com espases completes (full, beina, empunyadura, etc.) han estat designades com a Tresor Nacional. En l'actualitat 110 fulles i 12 espases són part del tresor. La propietat de data més antiga es remunta al segle vii, al període Asuka. No obstant això, 86 dels elements són del període Kamakura, i l'objecte més recent és del període Muromachi. Les peces catalogades com a tresor es troben en temples budistes, santuaris sintoistes, museus o en mans privades.

#### Altres peces

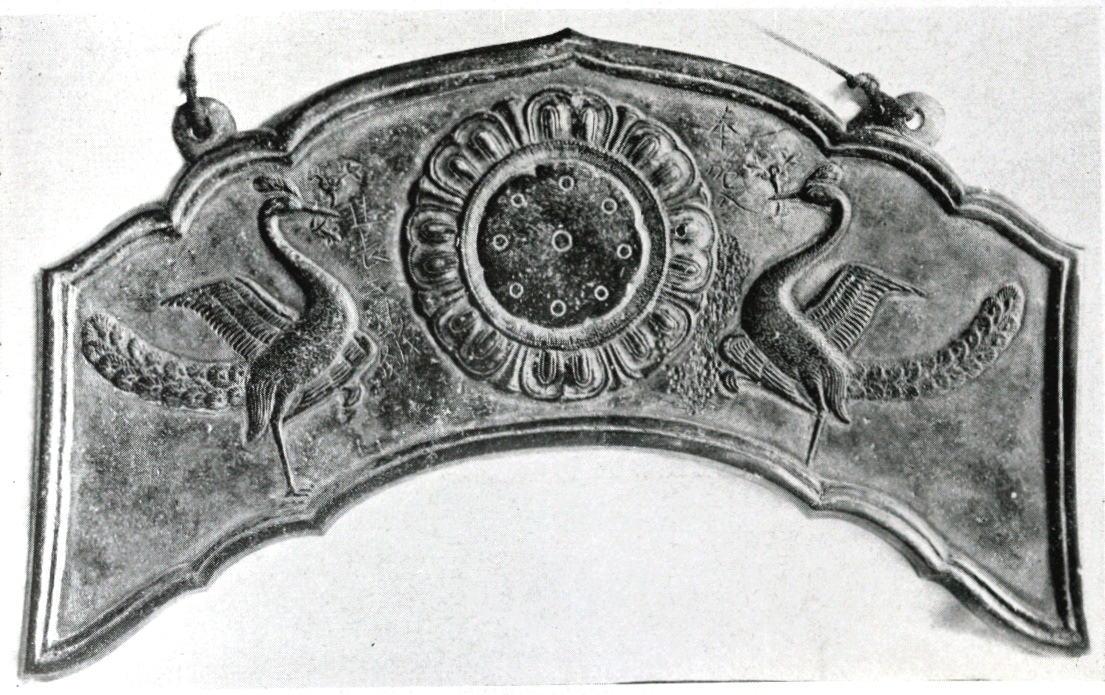
Gong ritual budista amb relleu de paons

La categoria inclou: ceràmica del Japó, Xina i Corea; obres de metal·lúrgia, com ara miralls i campanes de temple i altres elements rituals budistes; laques en caixes, mobles, arnesos i altars portàtils; tèxtils, armadures i altres objectes. Aquests elements comprenen des de l'època clàssica fins a principis de la modernitat del Japó, segle vii en el període Asuka fins al segle xviii a l'era Edo, i es troben en temples budistes, santuaris sintoistes o museus. També s'inclouen en aquesta categoria els tresors sagrats que els fidels han ofrenat al santuari d'Asuka, Tsurugaoka Hachiman-gū, santuari Itsukushima, Kasuga-Taisha i Kumano Hayatama Taisha. Els tresors es van dedicar a les respectives deïtats a les quals estaven consagrats els santuaris. Comprenen peces de vestir, de la llar i altres articles.

### Materials històrics

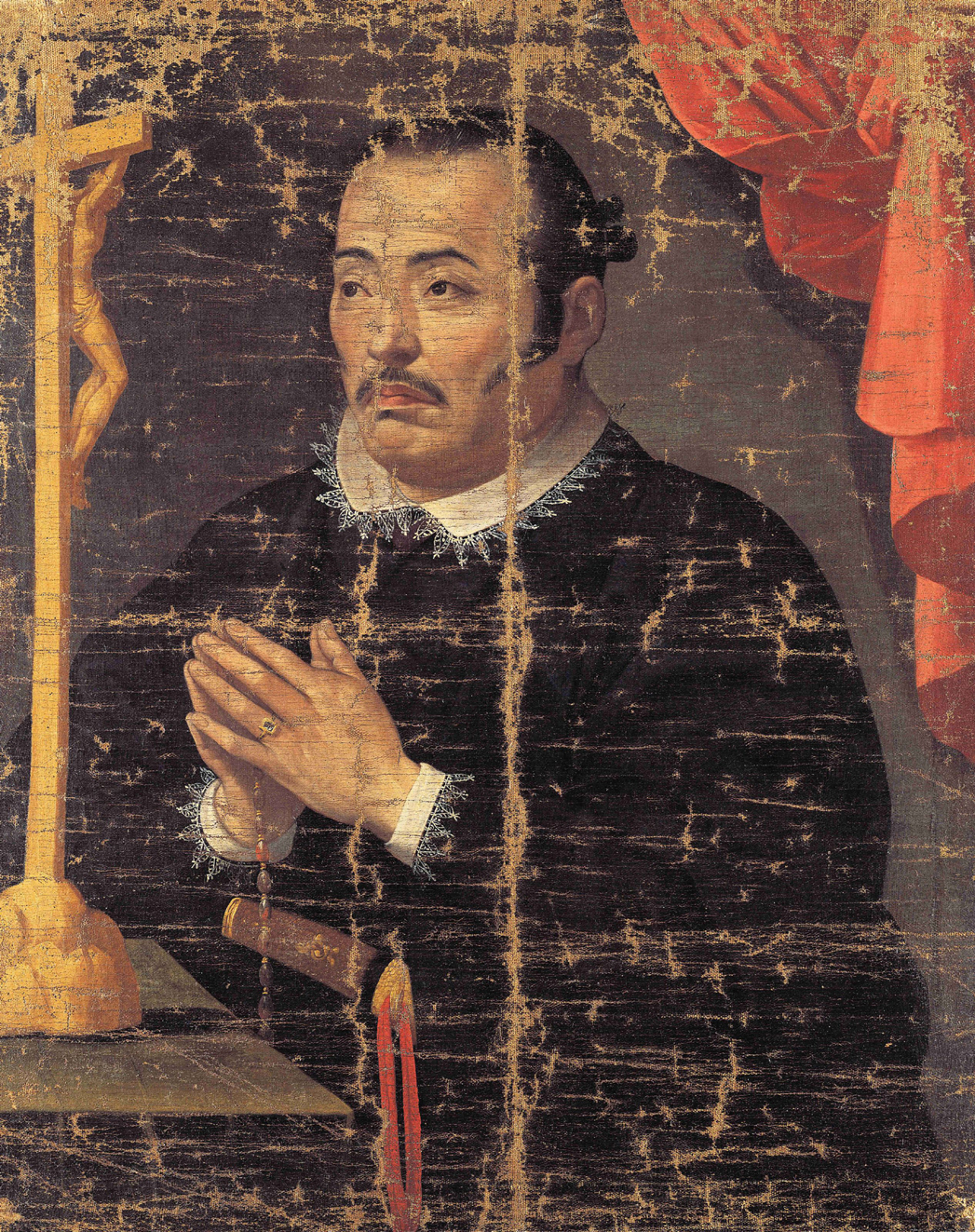
Hasekura Tsunenaga en posició d'oració

Tres conjunts d'elements del Tresor Nacional estan catalogats en la categoria de "materials històrics" (歴 史 资料 rekishi shiryō). Un joc consta de 1.251 articles relacionats amb la dinastia Shō, els reis de Ryukyu, que van governar la major part de les illes Ryukyu entre l'últim quart del segle xv i la meitat del xviii. La data de les peces de la segona dinastia Shō és compresa entre els segles xvi i XIX i es troben al Museu de la Història de la ciutat de Naha. Dins d'aquest conjunt hi ha 1.166 documents o registres, inclosos plans de construcció o registres d'articles funeraris i 85 són articles d'artesania com peces de vestir i mobles.
El segon grup comprèn pintures, documents, eines cerimonials, arnesos i articles de roba d'Hasekura Tsunenaga portats de la seva missió comercial (ambaixada Keichō) a Europa de 1613-1620. Enviat per Date Masamune, dàmio (大名) de Sendai. Tsunenaga, viatjà a Ciutat de Mèxic, Madrid i Roma. Albergat al Museu de la Ciutat de Sendai el grup de 47 objectes designat com a tresor inclou: un document de ciutadania romana datat al novembre de 1615; un retrat del papa Pau V, un retrat d'Hasekura en oració després de la seva conversió a Madrid, 19 pintures religioses; quadres de sants; eines cerimonials, com ara rosaris, medalles i una creu, 25 articles d'arnesos i peces de vestir, com ara sotanes, un kris indonès i una daga ceilandesa.
Un tercer conjunt està format per 2.345 elements del període Edo relacionats amb el topògraf i cartògraf japonès Ino Tadataka. Els objectes es troben sota custòdia del Museu Ino Tadataka a Katori, Chiba, i inclouen 787 mapes i plànols, 569 documents i registres, 398 cartes, 528 llibres i 63 estris com ara instruments topogràfics.

### Pintures

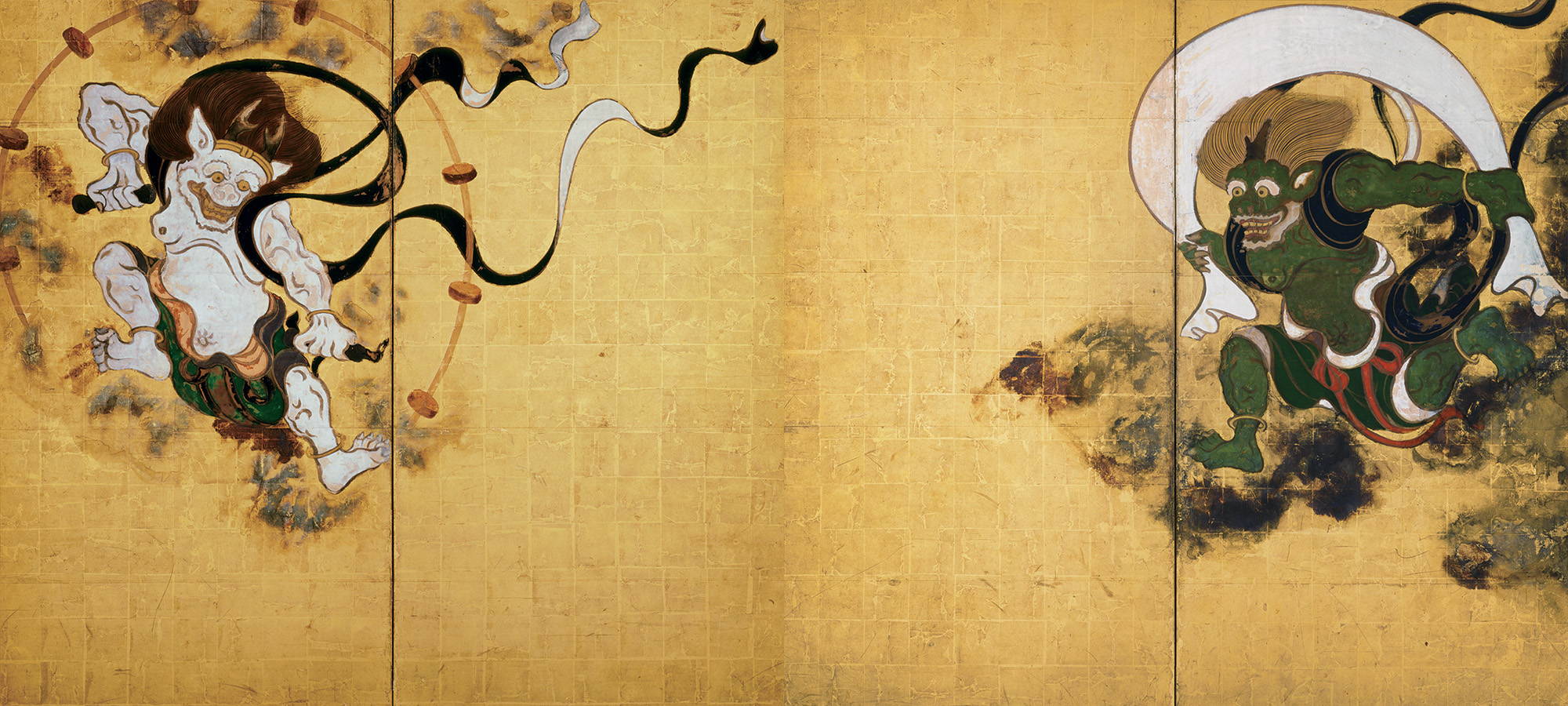
Byōbu amb el déu del vent i el déu del tro de Tawaraya Sōtatsu

Pintures japoneses i xineses des de l'època clàssica del segle viii, període Nara, a l'edat moderna al segle xix, període Edo figuren en la categoria "pintures" (絵 画 kaiga). Els 158 components del Tresor Nacional en la categoria representen temes budistes, paisatges, retrats i escenes de tall. Diversos materials es troben entre els utilitzats: 90 rotllos penjants, 38 rotllos de mà o emakimono, 20 byōbu paravents o pintures sobre portes corredisses (fusuma), i tres àlbums. Es troben en museus, temples budistes, santuaris sintoistes, col·leccions privades, una universitat i a la tomba de Takamatsuzuka). Una gran part dels articles es troben als museus nacionals de Tòquio, Kyoto i Nara. El major nombre de pintures del Tresor Nacional es troba a Kyoto, amb 50, i Tòquio, amb 45, i més de la meitat de les pintures de Tòquio es troben al seu Museu Nacional.

### Escultures

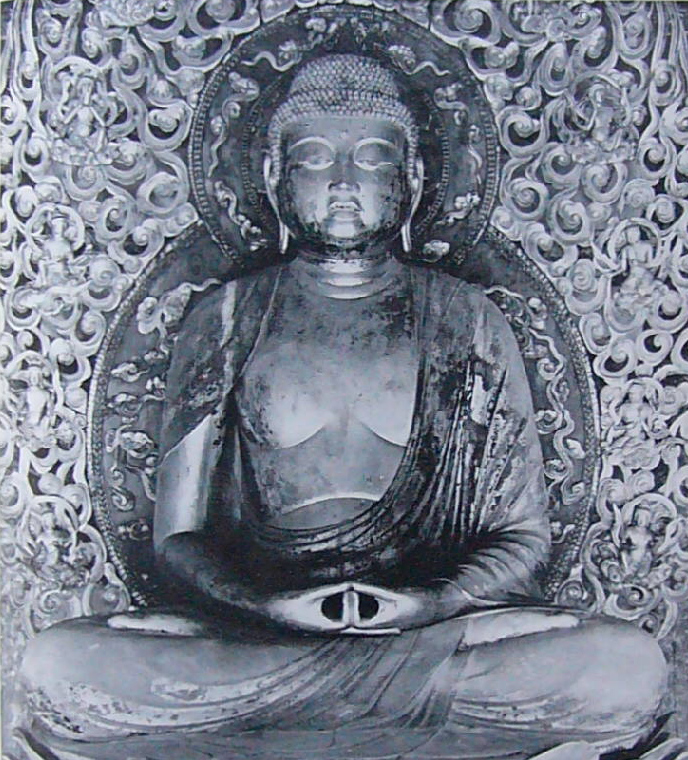
Amida Nyorai, la imatge principal a la sala Fènix de Byōdō-in de Jōchō

Escultures de deïtats budistes i sintoistes, o de sacerdots venerats com a fundadors de temples, s'inclouen en la categoria d'"escultures" (雕刻 chōkoku). Hi ha 126 escultures del Tresor Nacional o grups d'esculturals datats entre el segle vii, període Asuka, i el XIII, període Kamakura. La majoria, 94 escultures, són de fusta, onze en són de bronze, altres onze són de laca, set són de fang i una, els Budes de pedra d'Usuki, consta d'un grup d'escultures de pedra. Les estàtues varien de grandària de només 10 cm a 13 m i 15 m per al Gran Buda de Nara i el de Kamakura, respectivament.
70 de les 126 entrades es troben a la prefectura de Nara, mentre que altres 37 són a la prefectura de Kyoto. Amb poques excepcions, les escultures es troben en temples budistes. Hōryū-ji i Kōfuku-ji són els llocs amb major nombre d'objectes catalogats com a tresor, amb 17 cada un. El Museu de Belles Arts Okura Shūkokande de Tòquio, el Museu Nacional de Nara i el santuari de Yoshino Mikumari a Yoshino (Nara), cada un té un únic element del Tresor Nacional en la categoria d'escultura, un Tresor Nacional que consta de quatre escultures de déus sintoistes es troba a Kumano Hayatama Taisha, i els Budes de pedra d'Usuki pertanyen a aquesta ciutat.

### Escrits

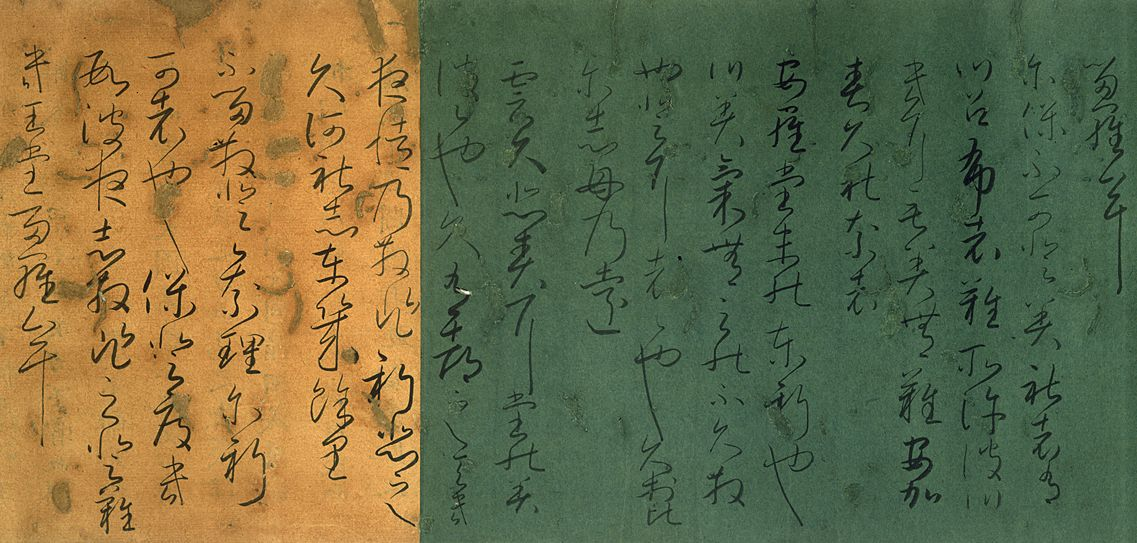
Akihagi-jō atribuït a Ono no Michikaze

Materials escrits de diversos tipus, com ara transcripcions sūtra, poesia, i llibres històrics i especialitzats es troben designats en la categoria d'"escrits" (书 迹 · 典籍 shoseki, tenseki). Els 223 elements o conjunts d'articles del Tresor Nacional són en la seva major part de l'època clàssica del Japó (períodes Asuka, Nara i Heian) i l'era imperial de la Xina, des del segle VI al període Muromachi, segles XIV al XVI. La majoria van ser realitzats amb pinzell per escriure en paper i en molts casos presenten importants exemples de cal·ligrafia.

## Preservació i mesures per l'ús

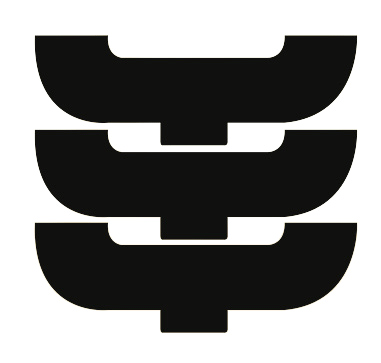
El logotip de Protecció dels Béns Culturals en forma d'un 斗 きょう tokyo, un tipus d'entaulament que es troba en l'arquitectura japonesa

Per garantir la conservació i utilització dels elements designats com a Tresor Nacional, es va establir la Llei per a la Protecció de Béns Culturals a partir de 1950. Aquestes mesures directes es complementen amb els esforços indirectes destinats a protegir el medi ambient circumdant (en el cas de l'arquitectura), o tècniques necessàries per a les obres de restauració.
Els propietaris o administradors d'un component del Tresor Nacional són responsables de l'administració i la restauració de l'obra. Si la propietat s'ha perdut, destruït, malmès, alterat, mogut o transferit, s'ha de notificar a l'Agència d'Afers Culturals. Les alteracions de la propietat requereixen un permís, i l'agència ha de notificar amb 30 dies d'antelació si s'hi han de dur a terme reparacions. (§ 43) Si es demana, els propietaris han de proporcionar informació, i informar el comissionat de l'Agència d'Afers Culturals, en relació amb l'estat de la propietat. (§ 54) Si un element del Tresor Nacional es troba danyat, el comissionat té autoritat per ordenar al propietari o encarregat de reparar la propietat; si el propietari no està conforme, el comissionat podrà dur a terme les reparacions. Si un objecte del Tresor Nacional es vol vendre, el govern conserva la primera opció, dret de tempteig, per comprar l'article. (§ 46) Les transferències del Tresor Nacional són generalment restrictives, i l'exportació n'és prohibida.

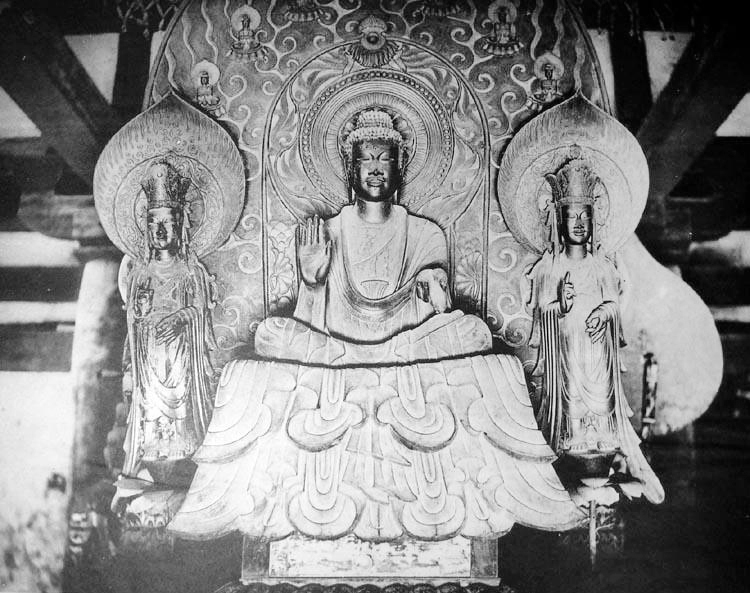
Triada Shaka a Hōryū-ji, obra atribuïda a Tori Busshi

Si s'atorgaven subvencions a la propietat, el comissionat té l'autoritat per recomanar o ordenar l'accés del públic, o un préstec a un museu per un període limitat. (§ 51) El requisit que els propietaris privats hagin de permetre l'accés o cedir els drets de la propietat ha estat una de les raons per les quals les propietats sota la protecció de l'Agència de la Casa Imperial no s'han designat com a part del Tresor Nacional, amb l'excepció de Shōsōin. L'Agència de la Casa Imperial considera que les propietats imperials tenen la protecció suficient, i no requereixen la salvaguarda addicional prevista per la Llei per a la protecció de Béns Culturals. El govern cobreix els interessos científics i públics dels béns culturals per mitjà d'un sistema de documentació, i amb la gestió dels museus i centres per a la investigació cultural.
Les mesures de protecció no es limiten a les responsabilitats de la propietat. A part del prestigi guanyat per la designació, els propietaris tenen dret a avantatges com l'exempció d'impostos locals, inclòs l'impost sobre els actius fixos, impostos a la propietat especial, i de planificació fiscal de la ciutat, així com la reducció dels impostos nacionals aplicats a la transferència de propietats.

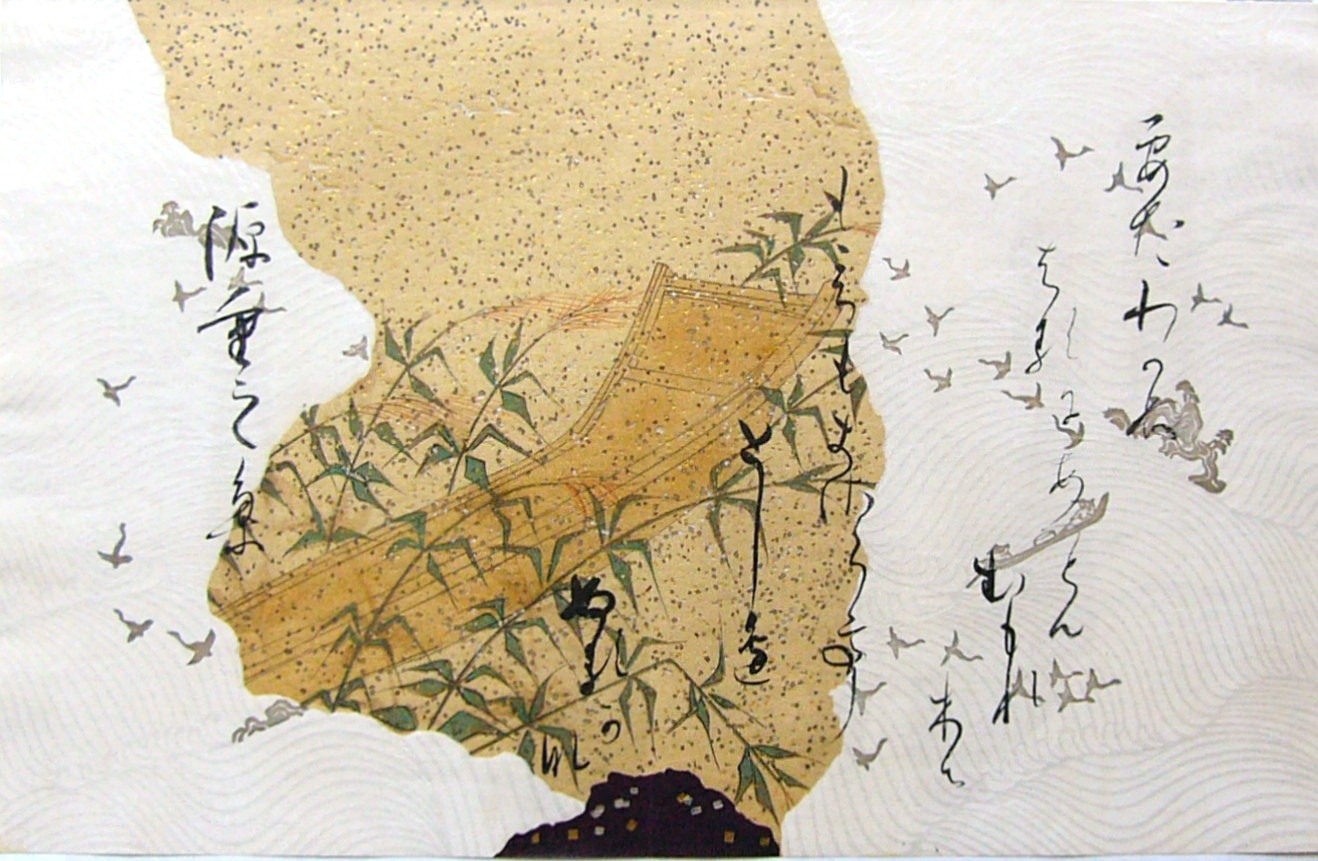
Col·lecció de 36 poetes de l'emperador Go-Nara

L'Agència d'Afers Culturals ofereix als propietaris, o custodis, assessorament i orientació sobre assumptes de l'administració, la restauració i l'exhibició pública d'elements del Tresor Nacional. L'agència promou les activitats locals encaminades a la protecció dels béns culturals, com ara activitats per a l'estudi, protecció, o la transmissió dels béns culturals. Pot ser nomenat un custodi per un component del Tresor Nacional (normalment un òrgan de govern local) si es reuneixen aquestes circumstàncies: el propietari no pot ser localitzat, es fa malbé la propietat, no s'ha proporcionat una adequada protecció a la propietat de manera contínua, o no s'ha permès l'accés del públic a la propietat.
Finalment, el govern proporciona subvencions per a reparacions, manteniment i instal·lació de dispositius contra incendis i altres sistemes de prevenció de desastres. Existeixen subsidis per als municipis per a la compra de terres o estructures amb valor cultural. Les propietats designades generalment augmenten el seu valor. El pressupost assignat per l'Agència d'Afers Culturals l'any fiscal 2010 per a "Millores de Protecció de Béns Culturals", incloses contingències, van arribar als 63.050 milions de iens, 61,8% del total del pressupost de 2010. 74 d'ells, per exemple, 10.755 milions de iens, un 10,5% del total del pressupost, van ser per "Preservació (reparació) de Propietats Culturals i Sistemes de Prevenció d'Incendis".

## Estadístiques
L'Agència d'Afers Culturals publica la llista del Tresor Nacional, i altres elements culturals designats, a la Base de Dades Nacional de Béns Culturals. El 5 gener 2011 hi havia 866 conjunts del Tresor Nacional en les categories d'arts i artesanies, i 215 en les categories d'edificis i estructures. El nombre total d'articles en arts i artesania, així com el nombre total de les estructures, en realitat, és més gran perquè els objectes associats de vegades s'agrupen sota un nom comú.
Prop del 89% de les estructures del Tresor Nacional són de caràcter religiós. Les residències representen el 8% dels edificis designats, els restants són castells i estructures diverses. Més del 90% són construccions de fusta, i al voltant del 13% dels edificis designats són de propietat privada. Entre les categories de "belles arts i oficis" més del 30% del Tresor Nacional són materials escrits, com ara documents, cartes o llibres. Espases, pintures, escultures i artesania que no són espases representen cada un al voltant del 15% del Tresor Nacionals en aquesta categoria.

### Distribució geogràfica
La distribució geogràfica del Tresor Nacional del Japó és molt desigual. Àrees remotes, com Hokkaido o Kyushu tenen poques propietats designades, i la majoria de les prefectures només arriben a tenir un parell d'estructures del Tresor Nacional. Tres prefectures, la de Gunma, Miyazaki i Tokushima no disposen de cap element del Tresor Nacional.
De les 40 prefectures del Japó, quatre a la regió de Kansai, al centre de Honshū, té cadascuna més de deu estructures del Tresor Nacional: prefectura de Hyōgo (11), prefectura de Kyoto (48), prefectura de Nara (64) i la prefectura de Shiga (22). Junts sumen 145, el 67,5% de totes les estructures del Tresor Nacional del Japó. Tres localitats ajunten un total de 90 estructures: Kyoto, la capital del Japó i seu de la cort imperial durant més de 1000 anys; Hōryū-ji fundat pel príncep Shotoku voltant de 600, i Nara, capital del Japó des de 710 fins a 784.
Els elements artístics i artesanals del Tresor Nacional es distribueixen de manera similar, amb menys a les zones remotes, i una major concentració a la regió de Kansai. Les set prefectures de la regió de la badia sumen 481 conjunts o elements, 55,5% del total, de totes les obres d'art i artesania del Tresor Nacional. Tòquio, que només té dos edificis del Tresor Nacional, compta amb un nombre excepcionalment alt dels béns culturals en aquestes categories. De les 206 propietats ubicades a Tòquio, 87 es troben en el Museu Nacional de Tòquio.

### Cronologia
Els elements designats com a Tresor Nacional ofereixen una visió general de la història de l'art i l'arquitectura japonesa des de l'antiguitat fins als temps moderns, amb els primers elements arqueològics del Tresor Nacional que daten de fa 4000 anys, i el Palau d'Akasaka, construït en el segle xx. Els articles de qualsevol de les categories del Tresor Nacional poden no representar tot l'interval de temps, sinó més aviat moments determinats dels esdeveniments històrics, i coincidint amb el moment en què l'estil artístic en concret o el tipus d'arquitectura floriren.
Els temples del Tresor Nacional cobreixen des de finals del segle vii, uns 150 anys després de la introducció del budisme al Japó a mitjan segle vi, fins al XIX, en els començaments de l'era moderna japonesa. La història dels santuaris sintoistes al Japó és encara més gran que la dels temples. No obstant això, a causa de la tradició de la reconstrucció dels santuaris, a intervals regulars, conegut com a Shikinensengū-sai(式 年 迁 宫 祭), el santuari designat més antic és de finals del segle xii. L'arquetip dels castells japonesos és un producte d'un període de 50 anys que va començar amb la construcció del castell Azuchi el 1576 que va marcar un canvi en l'estil i la funció d'aquestes construccions. L'edificació del castell va acabar en 1620, quan el shogunat Tokugawa va destruir el clan Toyotomi el 1615 i posteriorment va prohibir la construcció de nous castells.
Al Japó els primers indicis de patrons estables de vida i de civilització daten del període Jōmon, del 14 000 aC al 300 aC. Figuretes d'argila (dogu) i algunes de les més antigues peces de ceràmica del món descobertes al nord del Japó han estat designades com els components més antics del Tresor Nacional en la categoria de "materials arqueològics". Alguns dels primers articles d'aquesta categoria són els objectes descobert en monticles sutra del període Kamakura.
La data d'inici de l'anomenada «artesania», «escrits» i «escultures» està relacionada amb la introducció del budisme al Japó durant l'any 552. De fet una part de les peces més antigues designades com Tresor Nacional en aquestes categories van ser importats directament des de la Xina i Corea. Després del període de Kamakura, l'art de l'escultura japonesa, que havia estat principalment de caràcter religiós, es va deteriorar. Per tant, no hi ha escultures del Tresor Nacional de després del període Kamakura.